# کامارا دلوبوس
کامارا دلوبوس (Câmara de Lobos) یکی از شهرهای کشور پرتغال است.